# Kōchikai
Das Kōchikai (japanisch 宏池会) war eine der größten und ältesten Faktionen innerhalb der japanischen Liberaldemokratischen Partei (LDP) und existierte in dieser Form von 1957 bis 2024. Den Vorsitz führte zuletzt Fumio Kishida, weshalb die Faktion meist als Kishida-Faktion (岸田派, Kishida-ha) bezeichnet wurde.
Innerhalb der konservativen LDP ist das Kōchikai eine der moderatesten Faktionen. Typischerweise steht es für eine pazifistische Außenpolitik, insbesondere für die Erhaltung des Artikel 9 der japanischen Verfassung, der den Unterhalt von Streitkräften verbietet, sowie für enge Beziehungen mit den USA.
In der Innenpolitik tendiert das Kōchikai zu moderaten Maßnahmen zum Ausbau des Sozialstaats und zur Bekämpfung von Ungleichheit, solange das Wirtschaftswachstum nicht gefährdet wird. Innerhalb der LDP-Basis wird das Kōchikai von Großkonzernen, Unternehmern, Beamten und städtischen Angestellten unterstützt.
Das Kōchikai entstand bereits 1957, zwei Jahre nach der Gründung der LDP, unter der Führung von Ikeda Hayato und bestand vor allem aus ehemaligen Mitgliedern der Liberalen Partei. Ikeda wurde 1960 der erste Parteivorsitzende und Premierminister aus den Reihen des Kōchikai. Auch die späteren Parteivorsitzenden/Premierminister Ōhira, Suzuki und Miyazawa kamen aus den Reihen des Kōchikai. Als die LDP 1993 die Macht für kurze Zeit verlor, übernahm mit Yōhei Kōno wieder ein Mitglied der Faktion den Parteivorsitz. Der letzte Vorsitzende aus dem Kōchikai war Sadakazu Tanigaki, der nach dem erneuten LDP-Machtverlust 2009 gewählt wurde.
Der Name der Faktion wurde vom Philosophen Yasuoka Masahiro nach einem Satz des chinesischen Gelehrten Ma Rong (jap. Ba Yū) aus der Späten Han-Dynastie geprägt. Eine andere Erklärung besagt, dass der Name mit dem Zeichen Ike- (池) aus dem Namen des Gründers Ikeda, und kō (宏) als Variation von Hiro- (広) aus seiner Heimat Hiroshima gebildet wurde.
Im Jahr 2000 spaltete sich das Kōchikai, nachdem der Fraktionsvorsitzende Kōichi Katō in der so genannten Katō-Rebellion (加藤の乱, Katō no Ran) ein Misstrauensvotum gegen Premierminister Yoshirō Mori anstrengen wollte, weil ihm dessen Reformbemühungen zu zaghaft erschienen. Allerdings gelang es dem Parteivorsitzenden Mori und seinem Generalsekretär Hiromu Nonaka, die Parteidisziplin durch die Androhung von Parteiausschlüssen aufrechtzuerhalten. Resultat war die Auflösung und zweifache Neugründung des Kōchikai. Angesichts der drohenden Niederlage enthielt sich Katō mit seinen verbliebenen Anhängern bei der Vertrauensabstimmung. Dieser kleinere Teil des Kōchikai war die spätere Tanigaki-Faktion, während der größere Teil, der unter Führung von Mitsuo Horiuchi der Parteiführung gefolgt war, die spätere Koga-Faktion. Beide Faktionen hießen danach offiziell weiterhin Kōchikai.
Im Dezember 2007 kündigten die beiden Kōchikai ihre Fusion für das Frühjahr 2008 an. Koga sollte Vorsitzender der gemeinsamen Faktion werden. Der Zusammenschluss wurde am 18. Mai 2008 vollzogen.
Zur Wahl des LDP-Vorsitzenden 2012 begründeten Mitglieder um Tanigaki das Yūrinkai (Tanigaki-Gruppe), wodurch das Kōchikai sich de facto erneut spaltete. Fumio Kishida übernahm den Vorsitz der Faktion von Makoto Koga.
Im 2023 öffentlich gewordenen Skandal um schwarze Kassen vor allem der Abe-Faktion, aber auch der Kishida- und weiterer Faktionen, trat Kishida im Dezember 2023 vom Vorsitz zurück. Im Januar 2024 beschloss die Faktion formal ihre Auflösung.

## Vorsitzende des Kōchikai
| Vorsitzender                                                                                               | übliche Kurzbezeichnung                                                  | Zeitraum                           |
| --- | ------------------------------------------------------------------------ | ---------------------------------- |
| Hayato Ikeda                                                                                               | Ikeda-Faktion                                                            | 1957–1965                          |
| Shigesaburō Maeo                                                                                           | Maeo-Faktion                                                             | 1965–1971                          |
| Masayoshi Ōhira                                                                                            | Ōhira-Faktion                                                            | 1971–1980                          |
| Zenkō Suzuki                                                                                               | Suzuki-Faktion                                                           | 1980–1986                          |
| Kiichi Miyazawa                                                                                            | Miyazawa-Faktion                                                         | 1986–1998                          |
| Kōichi Katō                                                                                                | Katō-Faktion                                                             | 1998–2001 (Spaltung)               |
| Für das 2001–2008 abgespaltene Kōchikai (Katō- → Ozato- → Tanigaki-Faktion), siehe Kōchikai (Katō-Faktion) |                                                                          |                                    |
| Mitsuo Horiuchi                                                                                            | Horiuchi-Faktion                                                         | 2001–2006                          |
| Makoto Koga 2006 Kovorsitzender: Yūya Niwa                                                                 | Koga-Faktion anfangs auch: Niwa-Koga-Faktion (丹羽・古賀派 Niwa-Koga-ha) | 2006–2012 (Wiedervereinigung 2008) |
| Für die seit 2012 wiederbelebte Tanigaki-Gruppe (谷垣グループ, kurz 谷垣G), siehe Yūrinkai                 |                                                                          |                                    |
| Fumio Kishida                                                                                              | Kishida-Faktion                                                          | 2012–2023                          |
| (vakant)                                                                                                   | Kishida-Faktion                                                          | 2023–2024                          |